# Sumpur Kudus (plaats)
Sumpur Kudus is een bestuurslaag in het regentschap Sijunjung van de provincie West-Sumatra, Indonesië. Sumpur Kudus telt 4771 inwoners (volkstelling 2010).